# Diana Damrau
Diana Damrau (Gunzburgo, 31 de mayo de 1971) es una soprano ligera alemana, conocida sobre todo por sus interpretaciones de Wolfgang Amadeus Mozart, Gustav Mahler y Richard Strauss.

## Biografía
Desde muy joven, Damrau fue una entusiasta de la música clásica. Con tan solo doce años de edad, el filme "La Traviata" de Franco Zeffirelli, con Plácido Domingo y Teresa Stratas como Alfredo y Violetta, la impulsó a convertirse en cantante de ópera. Sus primeras clases de canto las recibió de la cantante de ópera rumana Carmen Hanganu, cuyo esposo era el maestro de música de Damrau. Su primera aparición pública fue a los quince años de edad, cuando cantó partes del musical "My Fair Lady" con acompañamiento de piano en un festival en Offingen.
Tras terminar sus estudios secundarios en Gunzburgo se decidió a continuar con sus estudios de canto en la Escuela Superior de Música de Wurzburgo. También tomó clases avanzadas en Salzburgo con Hanna Ludwig y Edith Mathis. En 1995 concluyó sus estudios con honores. Su debut en escena fue en el papel de Eliza, del musical "My Fair Lady", en el teatro de la ciudad de Wurzburgo. En ese mismo teatro interpretó con gran éxito partes para soprano en óperas, operetas y musicales. Entre los papeles que interpretó están los de Ännchen en "Der Freischütz", Gretel en "Hänsel und Gretel", Marie en "Zar und Zimmermann", Adele en "Die Fledermaus" y Valencienne en "La viuda alegre".
Damrau fue contratada para los escenarios de las casas de ópera de Mannheim y Fráncfort del Meno. En estas casas interpretó los papeles de Gilda en "Rigoletto, Oscar en "Un baile de máscaras", Zerbinetta en "Ariadne auf Naxos", Olympia en "Los cuentos de Hoffmann" y la Reina de la Noche en "La flauta mágica". En este último rol actuó como invitada en las casas de ópera de Berlín, Hannover, Darmstadt y Saarbrücken. Ha cantado a la Reina de la Noche en nada menos que 15 producciones, entre las cuales destaca la del Covent Garden en el 2003 bajo la dirección de Sir Colin Davis.  En diciembre de 2007, cantó a la Reina por última vez (teóricamente se retira del papel) en el Metropolitan Opera House de Nueva York, junto con el de Pamina, en su debut neoyorquino del papel. Es la primera cantante que ha interpretado los dos roles en la misma temporada.
Damrau ganó varios concursos de canto con honores. Además obtuvo el segundo puesto en el "Concurso de Canto del Festival Mozart" de Wurzburgo en 1996 y el segundo puesto en el séptimo "Concurso de Canto Internacional Mozart" de Salzburgo en 1999.
A partir del año 2002, Damrau apareció en las principales casas de ópera del mundo, incluyendo: Viena, Berlín, Múnich, Dresde, Milán, Londres, Nueva York y Salzburgo. Gran atención recibió su aparición en la reapertura del Teatro de La Scala en Milán en 2004, donde interpretó el papel de Europa en la ópera, "L'Europa riconosciuta" de Salieri.
Además de intérprete de ópera, Damrau es una reconocida intérprete de los Lieder de Schubert y Mahler. Su repertorio incluye también interpretaciones en oratorios de Bach, Händel así como Carmina Burana de Orff.
En julio de 2007, el estado federado de Baviera le concedió a Diana Damrau el título de "Kammersängerin", antiguamente otorgado por reyes y príncipes al cantante preferido de la corte. Este honor se debió a su distinguida carrera en la Ópera Estatal de Baviera, donde en un período de siete años cantó en 75 ocasiones, interpretando diez papeles distintos.
Desde hace algunos años, viene ocupándose intensivamente, junto al barítono argentino Iván Paley, en la literatura existente para dúos, con la que ya deleitó a un público entusiasta en varios conciertos. Con Telos Music Vocal ha encontrado el socio ideal para grabar una nueva serie que tendrá varios álbumes basados en ese repertorio.
De 2011 a 2012, participó junto a Rolando Villazón, el tenor mexicano más conocido en Europa, en dos óperas: Los cuentos de Hoffman y en Don Giovanni, ambas en Alemania.
En la inauguración de la temporada de 2013 ha interpretado junto a Piotr Beczala en La Scala de Milan a Violetta en La Traviata. En el 2014, fue nombrada la Mejor Cantante Femenina por los International Opera Awards.

## Interpretaciones distinguidas
- Teatro de La Scala: L'Europa riconosciuta (Europa), Las bodas de Fígaro (Susanna)
- Ópera del Metropolitan: La Flauta Mágica (como la Reina de la Noche y como Pamina), Ariadne auf Naxos (Zerbinetta), El Barbero de Sevilla (Rosina), Die ägyptische Helena (Aithra)
- Royal Opera House: La Flauta Mágica (Reina de la Noche), Arabella (Fiakermilli), Ariadne auf Naxos (Zerbinetta)
- Ópera Estatal de Viena: Die Fledermaus (Adele), Rigoletto (Gilda), Ariadne auf Naxos (Zerbinetta), Las bodas de Fígaro (Susanna), Die Entführung aus dem Serail (Konstanze), La Flauta Mágica (Reina de la Noche)
- Festival de Salzburgo: Die Entführung aus dem Serail (Blondchen / Konstanze), Ascanio in Alba (Fauno), La Flauta Mágica (Reina de la Noche), Las bodas de Fígaro (Susanna)
- Ópera Estatal de Baviera, Múnich: La Flauta Mágica (Reina de la Noche), Die Entführung aus dem Serail (Konstanze), Arabella (Zdenka), Ariadne auf Naxos (Zerbinetta), Rigoletto (Gilda), Las bodas de Fígaro (Susanna), Der Rosenkavalier (Sophie), Fidelio (Marzelline), Der Freischütz (Ännchen), Die Fledermaus (Adele)
- Ópera Semper: Rigoletto (Gilda)

## Voz
Algunos críticos musicales comparan su voz con la de Edita Gruberová, con quien comparte gran parte de su repertorio (la Reina de la Noche, Konstanze, Gilda, Norina, Olympia, Zerbinetta, Fiakermilli, Sophie von Faninal, la Voz del Pájaro del Bosque en Siegfried), entre otros, posee una gran facilidad y virtuosismo en el hiperagudo (alcanzando hasta un La bemol de la sexta octava), un tono claro y una técnica que le permite cantar arias que requieren una voz lírica lo suficientemente potente en el medio como en el agudo.

## Discografía
- Donizetti: Lucia di Lammermoor - Diana Damrau, 2014 Parlophone/Erato/Warner
- Liszt, Lieder - Diana Damrau/ Helmut Deutsch, 2011 Erato/Warner
- Mozart: Zaide (Das Serail), KV 344 - Concentus Musicus Wien/Diana Damrau/Michael Schade/Nikolaus Harnoncourt/Tobias Moretti, 2006 SONY BMG
- Mozart, Donna - Diana Damrau/Jérémie Rhorer/Le Cercle de l'Harmonie, 2008 Erato
- Mozart: Don Giovanni - Ildebrando D'Arcangelo/Luca Pisaroni/Diana Damrau/Joyce DiDonato/Rolando Villazón/Mojca Erdmann/Mahler Chamber Orchestra/Yannick Nézet-Séguin, 2012 Deutsche Grammophon
- Mozart, El rapto del serrallo (Live, Baden-Baden, 2014) Nézet-Séguin/Villazón/Damrau, Deutsche Grammophon
- Schumann, R.: Myrthen - Diana Damrau/Ivan Paley/Stephan Matthias Lademann/Martina Gedeck/Sebastian Koch, 2010 Telos
- R. Strauss, Lieder - Diana Damrau/Münchner Philharmoniker/Christian Thielemann, 2010 Erato/Warner
- R. Strauss: Der Rosenkavalier - Renée Fleming/Sophie Koch/Diana Damrau/Franz Hawlata/Jonas Kaufmann/Münchner Philharmoniker/Christian Thielemann, 2009 Decca
- Verdi, Canzoni - Friedrich Haider/Paul Armin Edelmann/Cesar Augusto Gutiérrez/Diana Damrau, 2011 Telos
- Vivaldi: Ercole - Europa Galante/Fabio Biondi/Rolando Villazón/Joyce DiDonato/Diana Damrau/Patrizia Ciofi/Philippe Jaroussky/Vivica Genaux, 2010 EMI/Erato
- Damrau, Mozart, Righini & Salieri: Arie di Bravura - Diana Damrau/Jérémie Rhorer/Le Cercle de l'Harmonie, 2007 Virgin/EMI/Erato
- Damrau, Forever - David Charles Abell/Diana Damrau/Royal Liverpool Philamornic Orchestra, 2013 Erato/Warner
- Damrau, Coloraturas - Diana Damrau/Münchner Rundfunkorchester/Dan Ettinger, 2009 Virgin/EMI
- Damrau, Llama del belcanto - Diana Damrau, 2015 Parlophone/Erato

- "Opera & Concert Arias by Mozart" Diana Damrau Director de Orquesta: Jérémie Rhorer, 2008 Virgin Classics
- "Helmut Deutsch-LIEDER"  Diana DAMRAU Recording 4.September 2006  Schubertiade 2006, Schwarzenberg Compositores: Clara Schumann, Chopin, Mendelssohn Bartholdy, Brahms and Liszt (Orfeo D'or)
- G. Mahler: "Des Knaben Wunderhorn" Diana Damrau & Iván Paley. Piano: Lademann, 2007 Telos Music Vocal
- "Salzburger Liederabend"  Diana DAMRAU & Stephan Matthias Lademann. Live Recording 13.August 2005  Compositores: Berg, Mahler, Zemlinski, Wolf, Strauss, 2005 Orfeo D'or

## DVD
Die Zauberflöte DvD
Composer: W. A. Mozart 
-BBC-
Conductor: Sir Colin Davis
Personaje: Reina de la Noche
with Keenlyside, Hartmann, Röschmann, Selig u.a.
Die Entführung aus dem Serail DvD
Composer: W. A. Mozart 
-Oper Frankfurt, HR -
Personaje:Konstanze
Conductor: Julia Jones
with Quest, Avemo, Kirch, Marsh, Huijpen
Ascanio in Alba DvD
Composer: W. A. Mozart 
-Deutsche Grammophon-
Personaje:Fauno
Conductor: Adam Fischer
with Kupke, Prina, Sandis, Reid